# Anomala bimarginata
Anomala bimarginata är en skalbaggsart som beskrevs av Ohaus 1915. Anomala bimarginata ingår i släktet Anomala och familjen Rutelidae. Inga underarter finns listade i Catalogue of Life.